# Nätverkseffekt
En nätverkseffekt är en effekt där nyttan av en vara eller tjänst ökar med antalet instanser av den, genom att den är uppbyggd som ett nätverk. Ett exempel på en nätverkseffekt är telefonen, vars nytta ökar ju fler som har en telefon.